# Косјерић
Косјерић је градско насеље у Србији и седиште истоимене општине у Златиборском управном округу. Према попису из 2022. било је 3.723 становника.

## Географија
Косјерић је место у западној Србији на обалама реке Скрапеж, која извире на планини Повлен, на 1000 m надморске висине.
Косјерић се налази у плодној долини на 415 m надморске висине. Са северозапада Косјерић је окружен планином Повлен 1347 m, а са североистока планинама Козомор 1007 m и Маљен 1104 m, на којем се налази висораван Дивчибаре, позната туристичка дестинација за љубитеље зиме и скијања, са ски стазама опремљеним ски лифтом који има могућност превоза 700 скијаша на сат.
Са истока је Субјел 924 m.
Са југа Косјерић је засечен Дрмановином, са највишим узвишењем Град 1022 m и Црнокосом 809 m.

## Историја
У средњем веку, овај крај је био у саставу државе Немањића све до пада Србије под турску управу 1463. године.
Током наредна два века, овде су се једнако као и пре Турака укрштали путеви који су водили од мора ка Западној Србији и ка Подунављу и истоку. Каснији ратови Аустрије и Османског царства прилично су проредили становништво, које је бежало у друге, безбедније крајеве и тамо остајало.
Тачно време насељавања подручја данашње општине Косјерић тешко је утврдити. Осетнији долазак становништва почео је у другој половини 18. века, уочи познате народне побуне познате под именом Кочина крајина. Углавном су се досељавали људи из Црне Горе, Источне Босне и са Старог Влаха. Најстарији досељеници населили су, пре осталих, места Варду, Таор и Маковиште.
Сматра се да најстарији досељеници потичу из породице Косијер. У предањима из ранијих времена каже се да је Антоније Косијер дошао из Косијера, из Црне Горе, и довео своја три сина. Затим су дошли Јован Баронин, из села Баре и његова сестра са седам синова. Забележено је да је било досељеника из села Диваца и из Црногорског Колашина.
Документи су још прецизнији. У Косјерићу се, 1854. године, уз своју друмску механу, настанио извесни Антоније Радојевић. Овај корак охрабрио је остале трговце и сељаке да на истом месту саграде куће и дућане. Касније је, ширењем насеља, Антоније Радојевић успео да срез премести из Ужица у тек стасало место.
Косјерић је почео убрзано да се развија тек 1882. године иако му је у томе сметала близина већих места каква су, у оно доба, били Ваљево и Пожега. Указом Краља од 22. фебруара 1893. године насеље је добило статус варошице. Убрзано се развија од проласка пруге Београд-Бар 1972. године. Дугогодишњи председник општине је био Тиосав Цвијић - већ тридесет година 1938.
У Косјерићу се одржава међународни фестивал дечјег фолклора „Лицитарско срце“. Пети пут је одржан 2013. године.
Овде се налазе ОШ „Мито Игумановић” и Црква Рођења Пресвете Богородице.

## Демографија
У насељу Косјерић (варош) живи 3.087 пунолетних становника, а просечна старост становништва износи 43,79 година (42,06 код мушкараца и 45,38 код жена). У насељу има 1.458 домаћинстава, а просечан број чланова по домаћинству је 2,55.
Ово насеље је великим делом насељено Србима (према попису из 2002. године), а у последња два пописа примећен је пад у броју становника.
|             | \| Демографија[5] \| Демографија[5] \| Демографија[5] \| \| Година \| Становника \| Становника \| \| -------------- \| -------------- \| -------------- \| \| 1948. \| 558 \| \| \| 1953. \| 698 \| \| \| 1961. \| 630 \| \| \| 1971. \| 1.860 \| \| \| 1981. \| 2.988 \| \| \| 1991. \| 3.794 \| 3.754 \| \| 2002. \| 4.116 \| \| \| 2011. \| 3.992 \| \| \| 2022. \| 3.723 \| \| |            |
| Демографија | |            |
| Година      | Становника | Становника |
| 1948.       | 558 |            |
| 1953.       | 698 |            |
| 1961.       | 630 |            |
| 1971.       | 1.860 |            |
| 1981.       | 2.988 |            |
| 1991.       | 3.794 | 3.754      |
| 2002.       | 4.116 |            |
| 2011.       | 3.992 |            |
| 2022.       | 3.723 |            |

| Етнички састав према попису из 2002.‍ | Етнички састав према попису из 2002.‍ | Етнички састав према попису из 2002.‍ | Етнички састав према попису из 2002.‍ | Етнички састав према попису из 2002.‍ |
| ------------------------------------ | ------------------------------------ | ------------------------------------ | ------------------------------------ | ------------------------------------ |
|                                      |                                      |                                      |                                      |                                      |
| Срби                                 | Срби                                 |                                      | 4.014                                | 97,52%                               |
| Црногорци                            | Црногорци                            |                                      | 28                                   | 0,68%                                |
| Југословени                          | Југословени                          |                                      | 12                                   | 0,29%                                |
| Македонци                            | Македонци                            |                                      | 3                                    | 0,07%                                |
| Хрвати                               | Хрвати                               |                                      | 2                                    | 0,05%                                |
| Немци                                | Немци                                |                                      | 1                                    | 0,03%                                |
| непознато                            | непознато                            |                                      | 18                                   | 0,44%                                |
| неизјашњени                          | неизјашњени                          |                                      | 38                                   | 0,92%                                |

| \| \| м \| \| \| ж \| \| 85+ \| 24 \| \| \| 35 \| \| 80—84 \| 32 \| \| \| 40 \| \| 75—79 \| 45 \| \| \| 67 \| \| 70—74 \| 100 \| \| \| 121 \| \| 65—69 \| 136 \| \| \| 174 \| \| 60—64 \| 123 \| \| \| 168 \| \| 55—59 \| 108 \| \| \| 161 \| \| 50—54 \| 127 \| \| \| 130 \| \| 45—49 \| 137 \| \| \| 131 \| \| 40—44 \| 150 \| \| \| 173 \| \| 35—39 \| 118 \| \| \| 109 \| \| 30—34 \| 105 \| \| \| 100 \| \| 25—29 \| 110 \| \| \| 86 \| \| 20—24 \| 87 \| \| \| 99 \| \| 15—19 \| 121 \| \| \| 106 \| \| 10—14 \| 101 \| \| \| 87 \| \| 5—9 \| 81 \| \| \| 71 \| \| 0—4 \| 82 \| \| \| 78 \| \| Просек : \| 42,06 \| \| \| 45,38 \| |       |  |  |       |
| |       |  |  |       |
| | м     |  |  | ж     |
| 85+ | 24    |  |  | 35    |
| 80—84 | 32    |  |  | 40    |
| 75—79 | 45    |  |  | 67    |
| 70—74 | 100   |  |  | 121   |
| 65—69 | 136   |  |  | 174   |
| 60—64 | 123   |  |  | 168   |
| 55—59 | 108   |  |  | 161   |
| 50—54 | 127   |  |  | 130   |
| 45—49 | 137   |  |  | 131   |
| 40—44 | 150   |  |  | 173   |
| 35—39 | 118   |  |  | 109   |
| 30—34 | 105   |  |  | 100   |
| 25—29 | 110   |  |  | 86    |
| 20—24 | 87    |  |  | 99    |
| 15—19 | 121   |  |  | 106   |
| 10—14 | 101   |  |  | 87    |
| 5—9 | 81    |  |  | 71    |
| 0—4 | 82    |  |  | 78    |
| Просек : | 42,06 |  |  | 45,38 |

| Година пописа     | 1948. | 1953. | 1961. | 1971. | 1981. | 1991. | 2002. |
| ----------------- | ----- | ----- | ----- | ----- | ----- | ----- | ----- |
| Број домаћинстава | 235   | 218   | 228   | 646   | 972   | 1.195 | 1.377 |

| Број чланова      | 1   | 2   | 3   | 4   | 5  | 6  | 7 | 8 | 9 | 10 и више | Просек |
| ----------------- | --- | --- | --- | --- | -- | -- | - | - | - | --------- | ------ |
| Број домаћинстава | 230 | 297 | 300 | 412 | 93 | 38 | 6 | 0 | 1 | 0         | 2,99   |

| Пол    | Укупно | Неожењен/Неудата | Ожењен/Удата | Удовац/Удовица | Разведен/Разведена | Непознато |
| ------ | ------ | ---------------- | ------------ | -------------- | ------------------ | --------- |
| Мушки  | 1.626  | 481              | 1.073        | 43             | 28                 | 1         |
| Женски | 1.798  | 413              | 1.081        | 211            | 91                 | 2         |
| УКУПНО | 3.424  | 894              | 2.154        | 254            | 119                | 3         |

| Пол    | Укупно                    | Пољопривреда, лов и шумарство | Рибарство                            | Вађење руде и камена | Прерађивачка индустрија       |
| ------ | ------------------------- | ----------------------------- | ------------------------------------ | -------------------- | ----------------------------- |
| Мушки  | 808                       | 50                            | 0                                    | 0                    | 355                           |
| Женски | 764                       | 45                            | 0                                    | 1                    | 280                           |
| Укупно | 1.572                     | 95                            | 0                                    | 1                    | 635                           |
|        |                           |                               |                                      |                      |                               |
| Пол    | Производња и снабдевање   | Грађевинарство                | Трговина                             | Хотели и ресторани   | Саобраћај, складиштење и везе |
| Мушки  | 30                        | 46                            | 93                                   | 26                   | 67                            |
| Женски | 11                        | 22                            | 128                                  | 34                   | 19                            |
| Укупно | 41                        | 68                            | 221                                  | 60                   | 86                            |
|        |                           |                               |                                      |                      |                               |
| Пол    | Финансијско посредовање   | Некретнине                    | Државна управа и одбрана             | Образовање           | Здравствени и социјални рад   |
| Мушки  | 7                         | 6                             | 58                                   | 32                   | 20                            |
| Женски | 18                        | 8                             | 55                                   | 55                   | 65                            |
| Укупно | 25                        | 14                            | 113                                  | 87                   | 85                            |
|        |                           |                               |                                      |                      |                               |
| Пол    | Остале услужне активности | Приватна домаћинства          | Екстериторијалне организације и тела | Непознато            | Непознато                     |
| Мушки  | 15                        | 0                             | 0                                    | 3                    | 3                             |
| Женски | 20                        | 0                             | 0                                    | 3                    | 3                             |
| Укупно | 35                        | 0                             | 0                                    | 6                    | 6                             |

## Галерија
- Градски парк
- Споменик погинулим борцима ратова 1990—1999
- ОШ „Мито Игумановић”
- Стара кућа у Косјерићу
- Стара кућа у Косјерићу